# Коко Бандикут
Коко Бандикут (англ. Coco Bandicoot) — персонаж серії відеоігор компанії «Naughty Dog».
Коко бандикут є молодшою сестрою Креша Бандикута. Вона обожнює постійно щось друкувати на своєму ноутбуці. Згідно з даними з гри Crash Tag Team Racing, її IQ дорівнює 164 одиницям. У перших іграх серії Коко виглядала зовсім дитиною, однак, у пізніших вона постає вже у вигляді тінейджера. Спочатку образ Коко був змальований з Тауни — дівчини Креша з першої гри, але потім розробники зрозуміли, що така одноманітність персонажів (у плані зовнішності) може не сподобатися фанатам, і внесли в створений образ принципові зміни, які зробили персонажа унікальним.
Попри те, що і Коко та Креш є бандикутами, все ж між ними є дуже великі відмінності. Коко, на відміну від свого старшого брата, більш інтелігентна і розумна, а також наділена мовними здібностями. За часів Naughty Dog її практично неможливо зустріти без рожевого ноутбука в руках. За допомогою нього вона може зламувати інші комп'ютери (Crash Bandicoot 2: Cortex Strikes Back), а також збільшувати потужність транспорту (Crash Team Racing). На відміну від мультяшної фігури Креша, Коко виглядає більш натурально та реалістично.

## Еволюція

### Crash Bandicoot 2: Cortex Strikes Back
Озвучена Вікі Уінтерс (англ. Vicky Winters). У Японії озвучила Харуна Ікедзава.

### Crash Bandicoot 3: Warped/Crash Team Racing/Crash Bandicoot: XS/Crash Bandicoot 2: N-Tranced
У Японії озвучена Гаруно Ікедзавою.
У загальних рисах, модель залишилася такою ж, тільки без чітко виражених вій і сонячних відблисків на волоссі.

### Crash Bandicoot 3: Warped
На водяних рівнях модель була більш полігональною.

### Crash Team Racing
Озвучена Хінді Уолш (англ. Hynden Walch). У Японії озвучила Харуна Ікедзава.
Поза транспорту модель Коко виглядає, як у Crash Bandicoot 3: Warped.

### Crash Bash
У Японії персонажа озвучила Харуна Ікедзава.
У порівнянні з попередніми іграми ери Naughty Dog, модель виглядає більш якісно і красиво.

### Crash Bandicoot: The Wrath of Cortex
Озвучена Дебі Дерріберрі (англ. Debi Derryberry).
Збільшено кількість полігонів. Зачіска стала мати більш округлу форму, змінилася квіточка-шпилька на голові.

### Crash Nitro Cart/Crash Bandicoot: Fusion
Озвучена Дебі Дерріберрі.
Яскравий приклад як з маленької дівчинки персонаж виростає в тінейджера. Квіточка у волоссі героїні повернула свій старий синій колір, очі знову стали менше, Коко стала більш говіркою. Також героїня стала носити светр.

### Crash Twinsanity
Озвучена Дебі Деррібері.
Модель не сильно відрізняється від моделі в Crash Nitro Cart. Очі стали більш великими і округлими. Трохи змінені черевики. Як і у всіх персонажів цієї гри, у Коко відтепер по п'ять пальців на руках.

### Crash Tag Team Racing
Озвучена Дебі Дерріберрі.
У героїні знову нова шпилька, цього разу рожева, знову нові джинси і знову по чотири пальці на руках.

### Crash Boom Bang
Озвучена Рісой Цубакі.
Crash Boom Bang — це перша гра, яка створювалася на території Японії. Одяг героїні в цій грі дуже відрізняється від будь-якої іншої, стан став худішим, а руки близько закінчення - товстими.

## Історія
Коко Бандікут - енергійна і дуже розумна молодша сестра Креша Бандікут. За своєю природою вона майстриня і вирішує проблеми, володіє вродженою допитливістю і вигадливою уявою. Вона часто має при собі ноутбук або планшетний комп'ютер, який заповнений схемами, незавершеними роботами і особистими нотатками.  На відміну від Креша, вона має здоровий скептицизм щодо інших людей та їхніх мотивацій. Вона прагне зробити розслаблений спосіб життя Креша більш організованим, і хоча вона задовольняється тим, що дозволяє Крешу робити власні помилки і отримувати задоволення від результатів, вона готова втрутитися, коли Креш опиниться в небезпеці.
Коко вперше з'явилася у грі "Crash Bandicoot 2: Cortex Strikes Back", де вона використовує свої хакерські навички, щоб час від часу з'являтися через голограму і попереджати Креша про наміри Кортекса. Вона з'являється як ігровий персонаж на окремих рівнях Crash Bandicoot: Warped і Crash Bandicoot: The Wrath of Cortex. У грі Crash of the Titans її двічі виводять з ладу, а також її викрадають і промивають мізки, щоб вона допомагала Ніні Кортекс; у версії останньої гри для Nintendo DS вона з'являється як продавець, що продає апгрейди для здібностей Креша. У версіях для Wii та Xbox 360 Crash: Mind over Mutant Коко стає ігровим персонажем у двокористувацькому режимі після того, як звільнилася від впливу НВ-пристрою. Вона є персонажем, якого можна вибирати протягом усієї гри Crash Bandicoot 4: It's About Time, і є предметом низки рівнів "Flashback Tape", які можна розблокувати під час проходження першої гри. Ці записи показують, що Коко була створена Кортексом через місяць після втечі Креша з його замку, і була останнім бандикутом Кортекса перед тим, як він вирішив знайти собі заміну.
Фірмовий комбінезон Коко - це ручна робота матері доктора Н. Бріо, яку Кортекс пожертвував без згоди Бріо. [Під час навчання Коко виявила захоплення технологіями (а також залежність від відеоігор), що доктор Н. Джин використав як можливість наставляти її в галузі механіки та обчислювальної техніки. Зрештою Коко втекла із замку Кортекса під виглядом проведення чергового випробування.
Коко була розроблена Чарльзом Зембілласом та Naughty Dog як противага Тауні (дівчині Креша в першій грі), що мало заспокоїти японську студію Sony Computer Entertainment, якій було неприємно бачити "суперсексуального" персонажа поруч з Крешем.  Перші ескізи Коко були намальовані Чарльзом Зембілласом 18 березня 1997 р.

## Цікаві факти
- Коко має свого злісного двійника, званого Evil Coco.